# 玄澤煥
玄 澤煥（ヒョン・テクァン、朝鮮語: 현택환、1964年12月9日 - ）は、大韓民国の化学者。基礎科学研究院（IBS）の団長（ナノ粒子研究団）であり、ソウル大学校化学生物工学部の碩座教授を務める。本貫は延州玄氏。

## 経歴
慶尚北道達城郡河濱面（現在の大邱広域市達城郡河濱面）に生まれた。 1987年、ソウル大学校化学科で学士号を、1989年に同学で修士号を取り、1996年に米イリノイ大学で無機化学分野最優秀学位論文賞を取得し、博士号を取得した。 1997年から、ソウル大学校工科大学化学生物工学部教授として在職しており、ソウル大学校中堅碩座教授、米化学会副編集長、基礎科学研究院ナノ粒子研究団団長として活動している。 ソウル大学校赴任後、均一なナノ粒子と多孔性物質の合成および応用に関する研究を行っており、現在まで200以上の論文を著名な国際ジャーナルに発表した。 
均一なナノ粒子合成の世界的な大家として昇温法という新しいナノ粒子の生産方法を開発した。 この方法は様々なナノ粒子の合成に使用できる方法であり、大量生産ができるというメリットがある。 この技術は最近ハンファに技術移転され、工場レベルの設備でもナノ粒子を生産した。 ナノ粒子合成以外にもナノ粒子の生体医学的適用に関する研究を活発に行っており、最近では毒性のないT1MR造影剤、単一細胞まで映像化できる強磁性MR造影剤、薬物伝達とMR映像化が同時にできる多機能性ナノ粒子などを発表した。

## 学歴
- 1987年:ソウル大学校学士（化学）
- 1989年:ソウル大学校大学院修士（無機化学）
- 1996年:イリノイ大学大学院博士（無機化学）

## 主要な業績
- 均一な磁性ナノ粒子生産技術の開発・企業への移転
- 新しいMRI造影剤及び多機能性ナノ粒子の開発
- 国際学術誌にナノ分野で200本以上の論文を発表
- アメリカ化学協会の副編集長をはじめとする最高権威の学術誌諮問委員

## 主な受賞歴
これまでの研究成果が認められ、若い化学者賞、デュポン科学技術賞、ポスコ青岩賞、2012年湖巌賞工学部門、2020年クラリベイト引用栄誉賞等を受賞し、UNESCOより被引用回数基準影響力指数の高い100人の化学者（化学分野37位、材料分野19位）に選ばれた。